# ماكسيم بافلوف (لاعب كرة قدم)
ماكسيم بافلوف (بالروسية: Максим Павлов)‏ (26 مايو 1989 - ) هو لاعب كرة قدم روسي في مركز حراسة المرمى. لعب مع FC KAMAZ Naberezhnye Chelny ‏ وFC Lada-Tolyatti ‏ وFC Gubkin ‏ ونادي أكاديمية تولياتي لكرة القدم.

## وصلات خارجية
- ماكسيم بافلوف (لاعب كرة قدم) على موقع قاعدة بيانات كرة القدم.إي يو (الإنجليزية)
- ماكسيم بافلوف (لاعب كرة قدم) على موقع Soccerway.com (الإنجليزية)